# انجمن سلطنتی ولفی
انجمن سلطنتی ولفی (آلمانی: Guelphen-Orden) یک انجمن شوالیه‌گری است که نایب‌السلطنه جرج (بعدها جرج چهارم) آنرا در ۲۸ آوریل ۱۸۱۵ تأسیس نمود. نام این انجمن از دودمان ولف گرفته شده‌است که هانوفری‌ها شاخه‌ای از ایشان بودند. اعضای این انجمن در طول تاریخ آن به ۱۸۳۷ نفر می‌رسد.
در بریتانیا این انجمن یک انجمن خارجی شناخته می‌شود و ار اعضای آن معمولاً با عنوان «سر» نام برده نمی‌شود مگر اینکه به شکل دیگری شوالیه شده‌باشند.